# Алекян, Баграт Гегамович
Багра́т Гега́мович Алекя́н (род. 15 апреля 1951, Ереван) — советский и российский кардиохирург. Академик РАН, профессор, главный специалист Минздрава России по рентгенэндоваскулярной диагностике и лечению, до июня 2016 года руководитель отделения Научного центра сердечно-сосудистой хирургии имени Бакулева, с 2016 года заместитель директора по науке и инновационным технологиям ФГБУ «Национальный медицинский исследовательский центр хирургии им. А.В. Вишневского».

## Биография
Родился 15 апреля 1951 года в Ереване, в семье служащих. Отец — Гегам Багратович, первый секретарь ЦК ЛКСМ Армении.
В 1968 году поступил на лечебный факультет Ереванского Государственного медицинского института. После окончания института, в 1974 году, переехал на постоянное жительство в Москву и с февраля 1975 года по июнь 2016 года работал в отделении рентгенхирургических методов исследования и лечения заболеваний сердца и сосудов Института сердечно-сосудистой хирургии им. А. Н. Бакулева АМН СССР (с 1993 года — Научного Центра сердечно-сосудистой хирургии им. А. Н. Бакулева МЗ РФ): с 1975 по 1976 год — старший лаборант; с 1976 по 1980 год — младший научный сотрудник; с 1980 по 1991 год — старший научный сотрудник; с 1991 по 1992 год — главный научный сотрудник; с 1992 по июнь 2016 год — руководитель отделения рентгенохирургических методов исследования и лечения заболеваний сердца и сосудов. С 2002 года руководит курсом по интервенционной радиологии и рентгеноэндоваскулярной хирургии ММА им. И. М. Сеченова.
С июля 2016 года является заместителем директора по науке и инновационным технологиям, а также руководителем Центра рентгенэндоваскулярной хирургии ФГБУ «Национальный медицинский исследовательский центр хирургии им. А. В. Вишневского» МЗ РФ.
Женат, имеет дочь.

## Научная и педагогическая деятельность
Под руководством Баграта Алекяна защищены 8 докторских и 50 кандидатских диссертаций, а также опубликовано около 900 научных работ, в том числе 11 монографий и книг, 4 изобретений.
Баграт написал ряд глав в руководствах: Лекции по сердечно-сосудистой хирургии (под ред. Л.А. Бокерия, 2001); Лекции по кардиологии (под ред. Л.А. Бокерия и Е.З. Голуховой, 2001); Руководство для врачей «Болезни сердца» (под ред. Р.Г. Оганова, И.Г. Фоминой, 2006); Кардиология. Национальное руководство (под ред. Е.В. Шляхто, 2013); Детская кардиохирургия. Руководство для врачей (под ред. Л.А. Бокерия, К.В. Шаталова, 2016). Он является автором ряда глав в руководствах, изданных за рубежом: Endovascular Therapy Course coronary and peripheral (Франция, 1998), Peripheral Vascular Interventions (США, 2004); Peripheral Vascular Interventions (second edition, США, 2008).
В 1980 году защитил кандидатскую диссертацию на тему «Коронарное русло, гемодинамика и сократительная функция миокарда у больных ишемической болезнью сердца с постинфарктным кардиосклерозом в аспекте хирургического лечения». В 1986 году – защитил докторскую диссертацию на тему  «Современные аспекты диагностики полной транспозиции магистральных сосудов по данным рентгенохирургических исследований». В 1993 году – Высшей Аттестационной Комиссии РФ присвоено звание профессор по специальности «сердечно-сосудистая хирургия». С 2002 года – Председатель Российского научного общества специалистов по рентгенэндоваскулярной диагностике и лечению. С 2005 года – член-корреспондент Российской Академии медицинских наук. С 2007 года – спонсирует именные стипендии студентам Ереванского Государственного медицинского университета имени Гераци. С 2010 года – главный внештатный специалист и председатель Профильной комиссии по рентгенэндоваскулярной диагностике и лечению Министерства здравоохранения РФ. С 2011 года – академик Российской Академии медицинских наук и иностранный член Национальной академии наук Республики Армения. С 2013 года – академик Российской Академии наук и Президент Ассоциации врачей Союза Армян России. С 2014 года – главный редактор журнала «Эндоваскулярная хирургия». Баграт Алекян является также членом редколлегии международных журналов: американского журнала «Structure Heart Diseases» и итальянского журнала «Interventional Cardiology». Член редакционных коллегий и редакционных советов отечественных журналов: «Российский кардиологический журнал», «Креативная кардиология», «Детские болезни сердца и сосудов», «Клиническая и экспериментальная хирургия. Журнал имени академика Б.В. Петровского», «Комплексные проблемы сердечно-сосудистых заболеваний».
Под редакцией Баграта Алекяна опубликованы монографии:
1997 – «Ультразвуковая диагностика поражений брахиоцефальных артерий»;
1999 – «Эндоваскулярная и минимально инвазивная хирургия сердца и сосудов у детей»;
2001 – «Эндоваскулярная хирургия при патологии брахиоцефальных сосудов»;
2002 – «Интервенционные методы лечения ишемической болезни сердца»;
2006 – «Острый коронарный синдром. Возможности диагностики и лечения»;
2008 – Руководство «Рентгенэндоваскулярная хирургия сердца и сосудов» в 3 томах;
2017 – Национальное руководство «Рентгенэндоваскулярная хирургия» в 4 томах.
С 1999 года по 2012 год – являлся директором Московского Международного курса по эндоваскулярной хирургии. С 2012 года по настоящее время является президентом Международного Конгресса ТСТ-Russia, крупнейшего ежегодного научно-практического мероприятия в РФ по эндоваскулярный хирургии, проводимого совместно с Фондом исследования сердца и сосудов (CRF) США. При активном участии Баграта Алекяна в 2009 году в Российской Федерации была утверждена новая специальность «Рентгенэндоваскулярная диагностика и лечение». Также Баграт является членом Ассоциации сердечно-сосудистых хирургов России, Российского общества ангиологов и сосудистых хирургов. В 2009 году избран членом Американского Научного Общества сердечно-сосудистой ангиографии и интервенции (SCAI). В 2012 году избран членом Европейского Научного общества сердечно-сосудистых и эндоваскулярных хирургов.

## Направления работы
Основное направление научных исследований – рентгенэндоваскулярная диагностика и лечение заболеваний сердца и сосудов. Является ведущим специалистом страны по эндоваскулярной диагностике и лечению заболеваний сердца и сосудов. Им впервые в мире выполнены такие операции как: закрытие дефекта аорто-лёгочной перегородки окклюдером Амплатцер (1997); закрытие фистулы между аортой и правым желудочком (2003); закрытие патологического сообщения между лёгочной артерией и левым предсердием (2005). Баграт Алекян впервые в России выполнил операции: баллонной дилатации клапанного стеноза аорты и лёгочной артерии у новорождённых детей (1990), закрытие окклюдерами Амплатца (1997) и спиральную эмболизацию открытого артериального протока (1994), стентирование суженных лёгочных артерий (1994), стентирование коарктации и рекоарктации аорты (1995), закрытие дефектов межпредсердной (1997) и межжелудочковой перегородки (2000), а также стентирование ствола левой коронарной артерии (1997)  и внутренней сонной артерии (1998). Им также впервые в России выполнена транскатетерная имплантация лёгочного клапана (2008) и транскатетерная имплантация аортального клапана (2009).

## Награды

### Государственные награды
- 24 апреля 2006 — Орден Дружбы — за большой вклад в развитие медицинской науки, здравоохранения и многолетнюю добросовестную работу[4];
- 5 декабря 2014 — Орден Почёта — за заслуги в развитии здравоохранения, медицинской науки и многолетнюю добросовестную работу[5];
- 26 февраля 2015 — Лауреат Премии Правительства Российской Федерации в области науки и техники — за разработку и внедрение в Российской Федерации инновационных эндоваскулярных технологий лечения новорождённых и детей с врождёнными пороками сердца[6];
- 17 сентября 2016 — Орден «За заслуги перед Отечеством» II степени (Армения) — по случаю 25-летия Независимости Республики Армения, за вклад в развитие сердечно-сосудистой хирургии в Армении[7];
- 16 августа 2021 — Орден Александра Невского — за заслуги в области здравоохранения и многолетнюю добросовестную работу[8];
- 17 сентября 2021 — Орден «За заслуги перед Отечеством» I степени (Армения) — по случаю Дня независимости, за вклад, внесённый в укрепление связей Армения-Диаспора, защиту армян, а также в защиту и безопасность Родины[9].

### Общественные награды
- 1997 – медаль «В память 850-летия Москвы»;
- 2000 – серебряная медаль академика РАМН В. И. Бураковского за выдающиеся успехи в области подготовки молодых специалистов для сердечно-сосудистой хирургии;
- 2001 – лауреат премии имени академика РАМН В. И. Бураковского за 2001 год с вручением золотой медали «За выдающиеся достижения в области рентгенохирургического лечения сердечно-сосудистых заболеваний»;
- 2003 – награждён серебряной медалью Российской Академии Естественных Наук «За развитие медицины и здравоохранения»;
- 2008 – лауреат Общественной премии «Меценат и Благотворитель – 2008 в номинации «Миротворец-2008»;
- 2009 – награждён Президиумом РАМН премией имени академика А. Н. Бакулева за издание «Руководства по рентгенэндоваскулярной хирургии сердца и сосудов» в 3-х томах;
- 2009 – награждён медалью Н. И. Пирогова;
- 2010 – награждён премией «Врач года»;
- 2010 – награждён Почётной грамотой Министерства здравоохранения и социального развития Российской Федерации «За значительный вклад в реализацию социальной политики и политики в сфере здравоохранения»;
- 2011 – награждён Общероссийской общественной организацией «Союз армян России» орденом «Серебряный крест»;
- 2011 – награждён Губернатором Кемеровской области медалью «За веру и добро»;
- 2012 – почётный профессор «Института сердца», Пермь;
- 2016 – награждён медалью «За заслуги перед НЦССХ им. А. Н. Бакулева»;
- 2016 – лауреат премии имени академика РАМН Е. Н. Мешалкина за выдающийся вклад в развитие сердечно-сосудистой хирургии, разработку новых методов диагностики и лечения сердечно-сосудистых заболеваний;
- 2016 – указом Патриарха Московского и всея Руси удостоен Ордена Русской Православной Церкви «Славы и чести»;
- 2017 – награждён МВД РФ орденом «Гиппократа»;
- 2017 – награждён решением Совета Императорского Православного Палестинского Общества Почётным знаком Орден «Великого князя Сергия Александровича»;
- 2017 – лауреат премии имени академика РАМН В.И. Бураковского с вручением золотой медали за первое в стране руководство для врачей — «Детская кардиохирургия»;
- 2018 – награда дома Романовых.